# Robert P. McCulloch
Robert Paxton McCulloch (Missouri, 11 maggio 1911 – Los Angeles, 25 febbraio 1977) è stato un imprenditore e inventore statunitense, noto per i prodotti McCulloch come le motoseghe e per aver acquistato il London Bridge, poi ricostruito nella città da lui fondata, Lake Havasu City, Arizona.

## Biografia
Nacque l'11 maggio 1911 nel Missouri da Richard McCulloch e Mary Grace Beggs.  Il nonno materno, John I. Beggs, divenne ricco con l'implementazione dell'invenzione di Thomas Edison nelle città del mondo, e con i tram, fondando anche la Milwaukee public utility. McCulloch ereditò la fortuna nel 1925.
Due anni dopo si laureò alla Stanford University e sposò Barbra Ann Briggs, figlia di Stephen Foster Briggs della Briggs and Stratton. La prima società fu la McCulloch Engineering Company a Milwaukee, Wisconsin. Costruì motori per auto. Negli anni 1930 vendette la società alla Borg-Warner Corporation per 1 milione di US$.
McCulloch creò poi la McCulloch Aviation; e nel 1946, cambiò il nome in McCulloch Motors Corporation. Fece competizione con Ralph Evinrude. Evinrude primeggiò nei motori per imbarcazione mentre Briggs and Stratton sui tosaerba e trattori da giardino.

## Motoseghe
McCulloch dominò il mercato delle motoseghe dal 1948. Le motoseghe McCulloch vennero usate per tagliare ghiaccio dei laghi e alberi. Il modello portatile McCulloch 3-25 rivoluzionò il mercato.

## Oil & Development
Negli anni '50 McCulloch fondò la McCulloch Oil Corporation.
Come i fuoribordo Evinrude leader del mercato, McCulloch continuò la produzione dei motori marini. Fondò al Lake Havasu un sito adatto alle sperimentazioni comprando 3 500 acri (14 km²) una proprietà vicina a Pittsburgh Point. Nel 1963, a Kingman (Arizona),  McCulloch comprò 26 miglia quadre (67 km²) di deserto che divenne poi Lake Havasu City. Al tempo il pezzo di terra più grande mai venduto in Arizona, a 75 US$ ad acro.
Aprì uno stabilimento nel 1964 di motoseghe. In due anni tre stabilimenti davano lavoro a 400 persone. Altre comunità fondate furono Fountain Hills, Pueblo West e Spring Creek (Nevada).

## L'acquisto del London Bridge
Nel 1968, McCulloch cercò una attrazione per la sua nuova città. Acquistò il ponte London Bridge smantellato dagli inglesi sul Tamigi dalla Corporazione della Città di Londra.
McCulloch raddoppiò la cifra per lo smontaggio da US$ 1,2 milioni a US$2,4. Aggiunse 60.000 dollari, un migliaio per ogni anno di età del ponte.

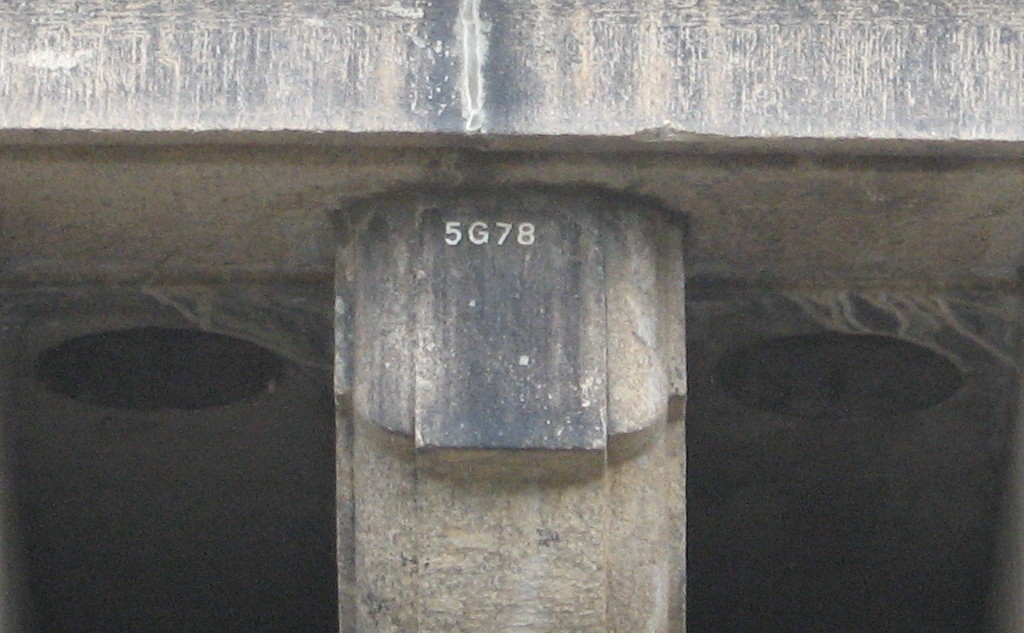
Particolare numerato del London Bridge (Lake Havasu City)

Ci vollero tre anni per il completamento dell'opera. Il ponte smontato a blocchi venne trasportato dal Canale di Panama a Long Beach, California. Da Long Beach, il granito fu trasportato via terra per 300 miglia (500 km). Il ponte venne ricostruito pezzo dopo pezzo dalla Sundt Construction.
Il ponte "nuovo" venne aperto il 10 ottobre 1971 con celebrazioni e celebrità come Lorne Greene e il Lord Mayor of London.
Aumentarono le visite di turisti con 2.702 voli e 37.000 compratori.
Una leggenda voleva che McCulloch fu convinto di comprare il Tower Bridge.

## Morte
Morì il 25 febbraio 1977 a Los Angeles per un avvelenamento accidentale di alcol e barbiturici.

## Record
- World's Largest Antique - The London Bridge, Lake Havasu City, Arizona
- World's Tallest Fountain - Fountain Hills, Arizona

## Aziende fondate
- McCulloch Motors Corporation
- McCulloch Aircraft Corporation
- McCulloch Oil
- McCulloch International Airlines (già Vance International Airways)
- McCulloch Properties
- Paxton Automotive

## Città fondate
Silverlakes, California
- Lake Havasu City, Arizona[3]
- Fountain Hills, Arizona
- Pueblo West, Colorado
- Spring Creek (Nevada)

## Invenzioni
McCulloch inventò un turbocompressore per motori per l'industria automobilistica. All'inizio venne commercializzato a marchio McCulloch; ma nel 1956 la divisione venne rinominata in Paxton Superchargers. Nel 1954-55 la Kaiser Manhattan e nel 1957 la Studebaker Golden Hawk e la Ford Thunderbird F-Type montarono un McCulloch/Paxton Supercharger. Il turbocompressore venne anche usato con CO<sub id="mwdg">2</sub> sui sottomarini della Us Navy. La società costruì anche un prototipo di automobile la Paxton Phoenix. Nel 1953 proposero anche una alimentazione alternativa con motore a vapore. La divisione fu venduta nel 1958, come Paxton Automotive.
McCulloch ebbe diversi interessi fino alla fine della sua vita. Nel 1971 venne aperto il London Bridge (Lake Havasu City), e costruì il suo primo velivolo. Il McCulloch J-2 Gyroplane, testato dal pilota NASA James Patton, nell'estate 1973. Il sogno era di offrire "an airplane in every garage", come l'ibrido tra l'auto e l'aereo. Costruì circa cento esemplari, ma mai commercializzati.

## Filmografia
- Travel Channel: Monumental Mysteries C1E2 Arizona's London Bridge.